# 城戸南蔵院前駅
城戸南蔵院前駅（きどなんぞういんまええき）は、福岡県糟屋郡篠栗町大字篠栗にある、九州旅客鉄道（JR九州）篠栗線（福北ゆたか線）の駅である。駅番号はJC08。

## 歴史
篠栗線桂川 - 篠栗間の開通と同時に城戸駅として開業した。1995年、沿線の南蔵院に全長41メートル・高さ11メートルの釈迦涅槃像が設置されてから同寺への参拝者が急増したため、2003年に駅名を「城戸南蔵院前」に改称した。

### 年表
- 1968年（昭和43年）5月25日：城戸駅として日本国有鉄道が開設[3]。
- 1974年（昭和49年）3月5日：駅員無配置駅となる[4]。
- 1987年（昭和62年）4月1日：国鉄分割民営化により九州旅客鉄道が継承[3]。
- 2000年（平成12年）12月12日：駅舎外観を改装[5]。
- 2003年（平成15年）3月15日：城戸南蔵院前駅に駅名改称[3][1]。
- 2009年（平成21年）3月1日：ICカードSUGOCAの利用を開始[6]。
- 2023年（令和5年）12月26日：駅名改称から節目の20年を迎えるにあたり、待合室やトイレ等がリニューアルオープン[7]。

## 駅構造
相対式ホーム2面2線を有する地上駅で、北側に駅舎が置かれる。霊場（南蔵院）の最寄り駅であるため障害者用のトイレがあるが、エレベーターがなくホームへは階段を上る必要がある。2000年の改装で駅舎全体を杉や銅板で覆われ社寺風の外観となっている。また、駅名改称から節目の20年を迎えるにあたり、南蔵院に来訪する利用客のため、2023年9月から改修工事をしており、待合室やトイレ等が2023年12月26日にリニューアルオープンすることになった。
構内にはポイント電気融雪器が設置されている。ポイント電気融雪器はJR九州の複数の駅に設置されているが福岡県内ではこの駅と日豊本線の新田原駅だけである。
南蔵院による簡易委託駅である。また、駅舎内に自動券売機が設置されている。SUGOCAの利用が可能であるが、カード販売は行わずチャージのみ取り扱いを行う。

### のりば
| のりば | 路線         | 方向 | 行先                         |
| ------ | ------------ | ---- | ---------------------------- |
| 1      | 福北ゆたか線 | 上り | 桂川・新飯塚・小竹・直方方面 |
| 2      | 福北ゆたか線 | 下り | 篠栗・長者原・吉塚・博多方面 |

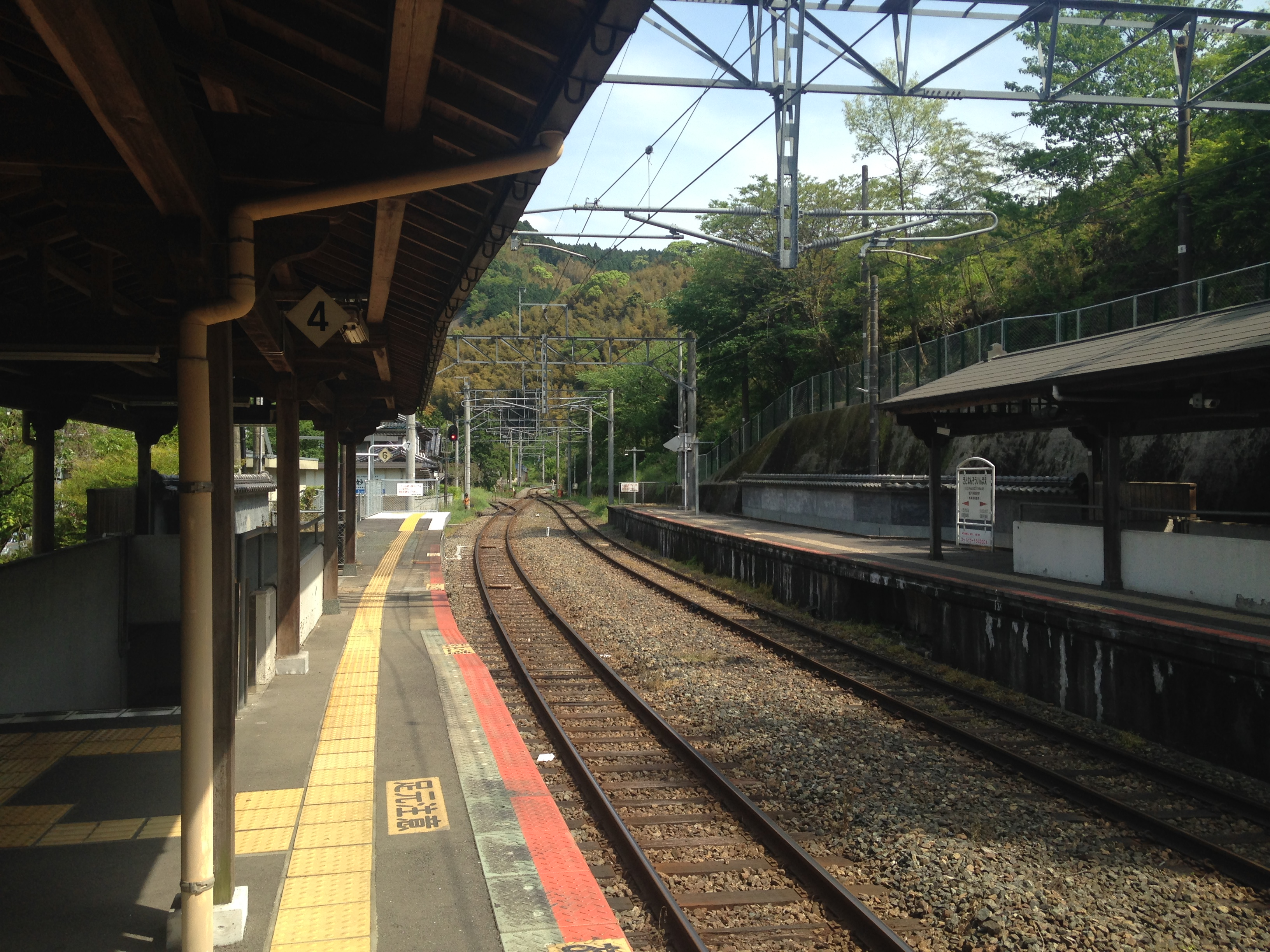
ホーム（2015年4月）

## 利用状況
2023年（令和5年）度の1日平均乗車人員は394人である。
| 年度               | 1日平均 乗車人員 |
| ------------------ | ---------------- |
| 2019年（令和元年） | 303              |
| 2022年（令和04年） | 281              |
| 2023年（令和05年） | 394              |

## 駅周辺
当駅は篠栗トンネルの坑口付近にある。駅前に多々良川が流れ、鉄琴の音板が取り付けられた橋が架けられている。その橋を渡ったところには、篠栗線と並行する国道201号がある。駅から国道にかけての一帯には土産品店などが建ち並んでいる。駅周辺には日本一大きな釈迦涅槃像のある南蔵院をはじめとする篠栗新四国八十八ヶ所霊場の札所となる寺院が散在する。駅の南側を八木山バイパスが通る。

### 寺院
- 南蔵院（篠栗四国第一番札所）
- 薬王寺
- 大師堂
- 水子供養堂
- 慈妙法院
- 正蓮院
- 地蔵寺
- 弥谷寺
- 拝師堂（篠栗四国第七十二番札所）

### 商店・食堂
- 井上商店
- 吉田屋
- たまや
- 荒神茶屋

## バス路線
駅を出て少し歩いたところに西鉄バス「城戸」停留所、つるや旅館前に篠栗町のコミュニティバス（無料）であるオアシス篠栗巡回バス「城戸つるや前」停留所がある。
- 西鉄バス - 「城戸」停留所
  - 31 : 天神三丁目
- オアシス篠栗巡回バス - 「城戸つるや前」停留所[13]
  - 城戸コース：オアシス篠栗 / 郷ノ原

## 隣の駅
九州旅客鉄道（JR九州）
 福北ゆたか線（篠栗線）
■快速
筑前大分駅 (JC10) - 城戸南蔵院前駅 (JC08) - 篠栗駅 (JC06)
■普通
筑前大分駅 (JC10) - *九郎原駅 (JC09) - 城戸南蔵院前駅 (JC08) - 筑前山手駅 (JC07)
*:一部列車は九郎原駅を通過する。